# Grillenkampf
Grillenkämpfe (chinesisch 鬥蟋蟀 / 斗蟋蟀, Pinyin dòu xīshuài) entstehen, wenn sich zwei männliche Grillen begegnen.
Solche Tierkämpfe werden vor allem in China seit Jahrhunderten als Volkssport in Turnieren durchgeführt, wobei oft um Geld gewettet wird.

## Vorbereitung und Ablauf
Die männlichen Grillen werden vor einem Kampf einzeln gehalten und direkt vorher durch Berühren der Antennen mit einem feinen Pinselchen, einem Grashalm oder mit dem Schnurrhaar einer Katze gereizt. Es wird großer Wert darauf gelegt, dass die Gegner das gleiche Gewicht haben, da eine kleinere Grille vor einer größeren flieht und damit einem Kampf aus dem Weg geht. Dazu gibt es sehr feine Waagen, in neuerer Zeit auch elektronische.

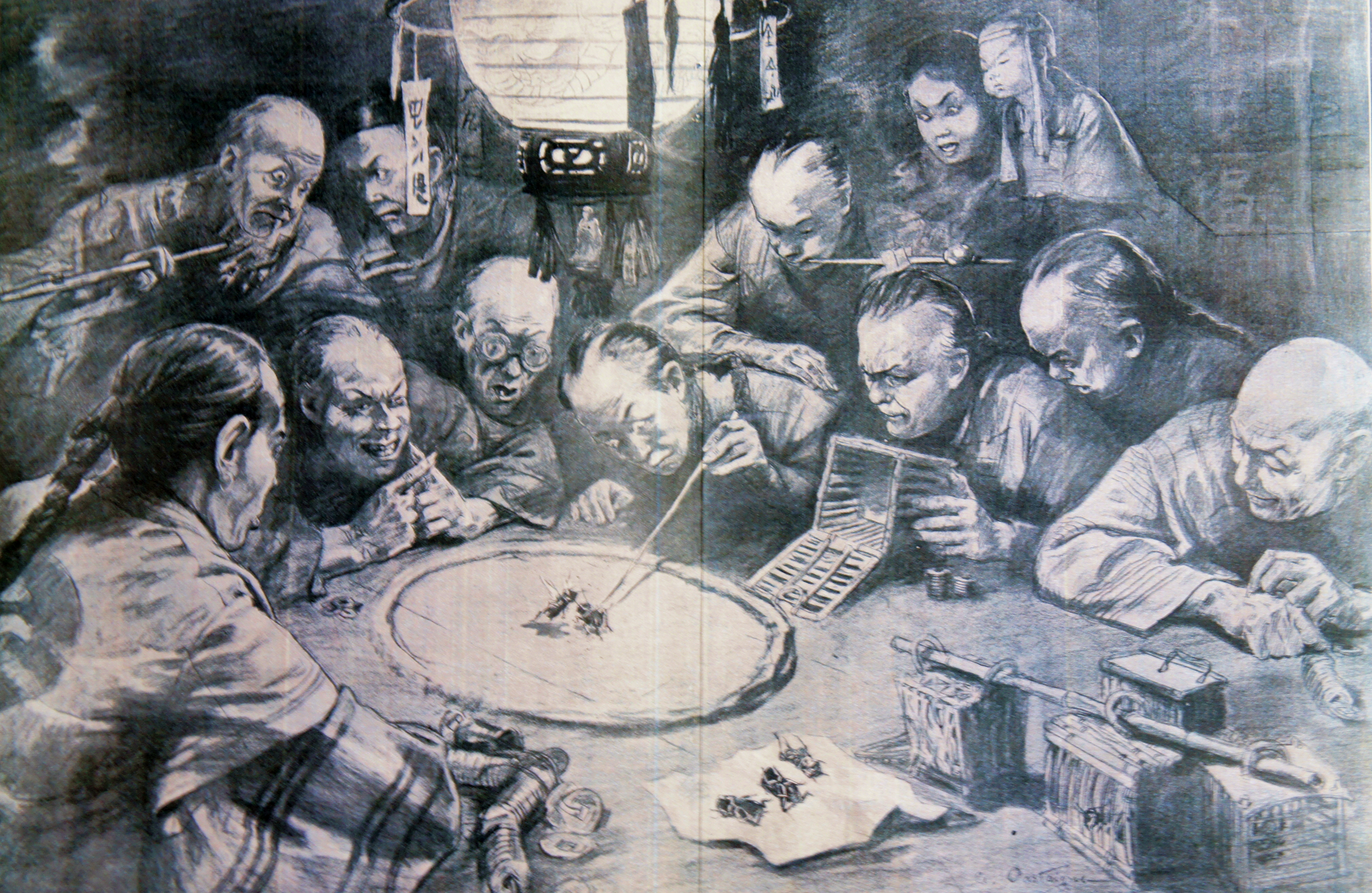
Grillenkampf in China, 1903

Es gibt unterschiedliche Möglichkeiten, die Grillen so vorzubereiten, dass sie aggressiv sind, zum Beispiel besonderes Futter, das Garnelen enthält. Eine weitere Methode ist es, die Tiere in der Hand zu schütteln, kurz hochzuwerfen und anschließend wieder aufzufangen (bei den alten Chinesen wurde das „bestrafen“ genannt).
Wenn die Tiere dann in einer Arena zusammengesetzt werden, berühren sie sich gegenseitig mit den Antennen, richten sich auf und sperren ihre Mandibeln weit auseinander. Der eigentliche Kampf besteht darin, dass sich die beiden Männchen mit den Mandibeln verhaken, einander zerren und stoßen. Es gibt regelrechte Schulterwürfe wie in einem Ringkampf. Sobald ein Tier seine Unterlegenheit anzeigt, indem es die Flucht ergreift, ist der Kampf beendet. Der Sieger bleibt stehen und singt laut. In seltenen Fällen gibt es Kämpfe, die zum Tod des Verlierers führen.

## Geschichte und Verbreitung
Schon Jia Sidao (1213–1275), ein kaiserlicher Minister der südlichen Song-Dynastie, hat um 1260 eine berühmte, ausführliche Anleitung zur Haltung und Auswahl von Kampfgrillen geschrieben („Ts’u-chih ching“). Auch in der Ming- und Qing-Dynastie waren Grillenkämpfe in Raum Peking jeweils im Herbst sehr verbreitet. Die Chinesen hatten die Vorstellung, dass aggressive Grillen die Reinkarnation von zankhaften Ehefrauen oder von großen Kriegshelden seien.
Grillenkämpfe werden in China mit folgenden Arten durchgeführt: Velarifictorus aspersus, Teleogryllus testaceus, Teleogryllus mitratus und Gryllus bimaculatus.
Die Grillen speziell für Grillenkämpfe zu züchten und dann in Turnieren gegeneinander antreten zu lassen ist vor allem ein Hobby für Männer. Es wird dabei um viel Geld gewettet, welche Grille siegt. Frauen sind bei den Turnieren meistens nur Zuschauer. Zu manchen Turnieren kommen mehrere hundert Fans.

## Biologischer Hintergrund
Der Kampf der männlichen Grillen ist ein Rivalenkampf, bei dem jedes Männchen andere Männchen aus seinem Revier vertreiben möchte. Die Männchen haben in der Natur oft eine kleine Höhle, von deren Eingang aus sie um Weibchen werben. Sowohl das Werben als auch das Verteidigen des Reviers wird durch den Gesang angezeigt. In der unnatürlichen Situation in der Kampfarena empfindet jedes Männchen das andere Männchen als Rivalen. 

Dieses Verhalten der Grillen wurde in der Neurobiologie als Modell zur Untersuchung der Steuerung von aggressivem Verhalten gesehen. Die Wahrscheinlichkeit, ob eine Grille eher kämpfen oder fliehen wird, wird von verschiedenen Faktoren beeinflusst: Grillen, die vorher im Windkanal geflogen sind, sowie solche, die zuvor einen Sieg errungen haben, sind aggressiver als andere. Auch das Hormon Octopamin erhöht die Wahrscheinlichkeit, dass eine Grille kämpft. Octopamin ist dafür bekannt, dass es aggressives Verhalten bei Insekten steuert.

## Film
- Im Reich der chinesischen Kampfgrillen. Dokumentarfilm, Deutschland, 2013, 43 Min., Buch und Regie: Antje Christ, Produktion: Christ Media, ZDF, arte, Erstsendung: 22. Mai 2014 bei arte, Inhaltsangabe von arte.